# Долен кварк
Долен кварк, или D-кварк, е кварк от първо поколение със заряд – (1/3)e. Той е вторият най-лек от всички шест кварки. Неговата маса не е точно определена, но най-вероятно е между 4 и 8 MeV. Според стандартния модел на физиката на елементарните частици долните и горните кварки са основните градивни частици на нуклеоните. Протонът представлява два горни и един долен кварк, а неутронът – един горен и два долни кварки. Трябва да се отбележи, обаче, че по-голямата част от масата в нуклеоните се дължи не на масата на самите кварките, а на енергията на глуонното поле, което го придържа.